# Яванско море
Яванско море (на английски: Java sea; на индонезийски: Laut Jawa) e междуостровно море в Тихия океан, разположено в югозападната част на Малайския архипелаг от територията на Индонезия.
На север мие южните брегове на остров Калимантан, на юг – северните брегове на островите Ява и Мадура, а на запад – югоизточните брегове на остров Суматра. На северозапад чрез протоците Банка, Геласа и Каримата се свързва с Южнокитайско море, на североизток Макасарския проток го свързва с море Сулавеси, а на югозапад Зондския проток – с Индийския океан. На югоизток границата с море Бали преминава от остров Мадура през островите Кангеан и достига до крайната югозападна точка на остров Сулавеси.
Дължина от запад на изток 1500 km, ширина до 420 km, площ 552 хил. km2, обем 61 хил.km3, средна дълбочина 111 m, максимална 1272 m разположена в източната му част. Бреговете му са предимно ниски, покрити с мангрови гори, на места обградени с коралови рифове. Преобладават дълбочини между 30 и 80 m. Дъното му е покрито с пясък и пясъчна тиня. Разположено е в района на екваториалните мусони. Средногодишна температура на водата на повърхността 27 – 29 °C, соленост 29,5 – 33,5‰. През зимата повърхностните течения са насочени от изток на запад, а през лятото – обратно. Приливите са правилни полуденонощни и денонощни с височина до 1,4 m. Важен отрасъл в поминъка на местното население е риболовът, като морето се обитава от над 3000 вида морски животни (южна селда, летящи риби, риба тон). Добив на перли. Основни пристанища: Джакарта, Семаранг, Черибон, Банджармасин.
По времето на Втората световна война, през февруари и март на 1942 г. в морето се провежда битка между Нидерландия, Великобритания, Австралия и САЩ от една страна, и Япония от друга страна, която е сред най-скъпо струващите операции на Съюзниците. Корабите на Съюзниците са практически напълно унищожени от японските сили.